# 情報デザイン学科
情報デザイン学科（じょうほうデザインがっか）は、情報デザインなどの知識と技術を修得、また研究・開発する学問の分野。
自然科学また、芸術の専門科目のひとつである。

## 情報デザイン学科のある日本の大学
- 西日本工業大学 デザイン学部  情報デザイン学科
- 静岡理工科大学 情報学部  情報デザイン学科
- 静岡産業大学 情報学部  情報デザイン学科
- 大阪成蹊大学 芸術学部  情報デザイン学科 - 映像コース（デジタルアート）/コミュニケーションデザインコース（情報デザイン）
- 金沢学院大学 美術文化学部  情報デザイン学科 - システムコース/デザインコース
- 多摩美術大学 美術学部  情報デザイン学科 - メディア芸術コース（旧：情報芸術コース）/情報デザインコース
- 京都芸術大学  芸術学部  情報デザイン学科 - イラストレーションコース（2007年4月開設）/コミュニケーションデザインコース/プランニングディレクションコース（2007年4月開設）/映像メディアコース（2007年4月開設）/先端アートコース
- 大同大学  情報学部  情報デザイン学科 - メディアデザイン専攻（2007年4月開設）/プロダクトデザイン専攻（2007年4月開設）
- 大阪国際大学  現代社会学部  情報デザイン学科 - コンテンツデザインコース（2008年4月開設）/システムデザインコース（2008年4月開設）
- 広島国際学院大学 情報学部  情報デザイン学科（2004年4月開設）→情報デザイン学部  情報デザイン学科（2008年4月名称変更）
- ノートルダム清心女子大学  情報デザイン学部 情報デザイン学科 (2024年4月開設)[1]
- 大妻女子大学　社会情報学部　社会情報学科　情報デザイン専攻

## デザイン情報学科のある日本の大学
- 宮城大学 事業構想学部  デザイン情報学科 - デザイン情報コース/情報システムコース/空間デザインコース
- 武蔵野美術大学 造形学部  デザイン情報学科
- 名古屋市立大学 芸術工学部  デザイン情報学科
- 和歌山大学 システム工学部  デザイン情報学科

## その他芸術学系の情報デザイン系学科のある日本の大学
- 京都市立芸術大学  美術学部デザイン科 ビジュアルデザイン専攻
- 東京工科大学　メディア学部　エンタテインメントメディアコース
- 法政大学　情報科学部　ディジタルメディア学科
- 東京造形大学 造形学部  デザイン学科・メディアデザイン専攻
- 玉川大学　芸術学部　メディア・アーツ学科
- 大手前大学　メディア・芸術学部　メディア・芸術学科
- 東京電機大学　理工学部　情報システムデザイン学系　アミューズメントデザインコース
- 大阪工業大学 ロボティクス＆デザイン工学部 空間デザイン学科 ヴィジュアルデザイン研究室（芸術系）及び 情報科学部 情報メディア学科 マルチメディア応用研究室（CG情報デザイン）
- 大阪電気通信大学　総合情報学部　メディアコンピュータシステム学科
- 京都嵯峨芸術大学　芸術学部 - メディアデザイン学科（2007年4月開設）/メディアアート分野
- 北海道科学大学　未来デザイン学部　メディアデザイン学科（2008年4月新設）
- 倉敷芸術科学大学  芸術学部 - メディア映像学科/映像・デザイン学科　メディアデザインコース（グラフィックから情報デザインまで）
- 九州大学 芸術工学部  芸術情報設計学科　（芸術文化論分野　メディア設計学分野　情報環境学分野）
- 九州産業大学　芸術学部　ソーシャルデザイン学科　情報デザイン専攻
- 福岡国際大学　国際コミュニケーション学部　デジタルメディア学科
- 尚美学園大学　芸術情報学部　情報表現学科
- 徳島大学　総合科学部　人間社会学科・マルチメディアコース
- 常葉学園大学 造形学部  造形学科　メディアデザイン　メディアアート系
- 名古屋造形大学(名古屋造形芸術大学を校名変更)　造形学部　 造形学科 - 情報デザインコース（2008年4月新設）/先端表現コース（デジタルアート）・総合造形クラス（2008年4月新設）
- 駒沢女子大学 人文学部  映像コミュニケーション学科
- 名古屋学芸大学 メディア造形学部  映像メディア学科（情報デザイン）
- 宝塚造形芸術大学 造形学部  芸術情報学科 - ウェブ・ホームページデザインコース/コンピュータメディアアートコース
- 宝塚造形芸術大学 メディア・コンテンツ学部  コンテンツプロデューサー学科
- 浅井学園大学 生涯学習システム学部  芸術メディア学科　メディアデザインコース
- 愛知県立芸術大学 美術学部  デザイン・工芸科　デザイン専攻　メディアデザイン
- 千葉工業大学 工学部  デザイン科学科　情報コース
- 崇城大学 芸術学部  デザイン学科　映像情報デザインコース
- 東亜大学 デザイン学部  デザイン学科　情報デザインコース
- 愛知産業大学 造形学部  デザイン学科　ディジタルコース
- 道都大学  美術学部  デザイン学科　デジタルアートコース
- 名古屋芸術大学  美術学部  デザイン学科　メディア＆コミュニケーションブロック　メディアデザイン（情報デザイン）
- 岡山県立大学 デザイン学部  デザイン工学科　情報デザインコース
- 京都精華大学  デザイン学部  ビジュアルデザイン学科　デジタルクリエイションデザインコース
- 東北芸術工科大学  デザイン工学部  未来デザイン・情報計画ｌコース
- 静岡文化芸術大学  デザイン学部  メディア造形学科（情報デザイン）
- 玉川大学  芸術学部  メディア・アーツ学科
- 宝塚造形芸術大学  東京メディア・コンテンツ学部  メディア・コンテンツ学科（開設）
- 女子美術大学 芸術学部  メディアアート学科（情報デザイン）
- 東北芸術工科大学  デザイン工学部  メディアコンテンツデザイン学科　コンテンツプロデュース学系
- 富山大学 芸術文化学部  芸術文化学科　デザイン情報コース
- 長岡造形大学  造形学部  視覚デザイン学科　デジタルデザインコース
- 武蔵野美術大学  造形学部  視覚伝達デザイン学科　情報デザイン系
- 東京芸術大学  美術学部  先端芸術表現科
- 岡山県立大学 デザイン学部  デザイン工学科　情報デザインコース
- 秋田公立美術工芸短期大学  産業デザイン学科  コマースメディアデザイン領域
- 会津大学短期大学部  産業情報学科デザイン情報コース  　インターフェース分野
- 女子美術大学短期大学部  造形学科  デザインコース　情報メディア領域
- 宝仙学園短期大学  造形芸術学科  ウェブデザイン分野　3Dデザイン分野　モーションデザイン分野
- 金城大学短期大学  美術学科 - デザインコース（CGイラストほか）/マンガ・キャラクターコース
- 大垣女子短期大学  デザイン美術科  CGデザインコース
- 名古屋造形大学短期大学部  造形芸術科  インターメディアコース
- 神戸山手短期大学  表現芸術学科  メディア表現
- 広島市立大学　芸術学部　デザイン工芸学科  メディア造形分野
- 比治山大学短期大学部  美術科  メディア表現コース
- 東京工芸大学　芸術学部　インタラクティブメディア学科
- 長崎県立大学　情報システム学部　情報システム学科